# Bitwa pod Bassano
Bitwa pod Bassano – starcie zbrojne, które miało miejsce między 7 a 8 września 1796 roku podczas wojny Francji z pierwszą koalicją.
Bonaparte po pobiciu pod Rovereto austriackiego korpusu generała P. Dawidowicza zajął 5 września Trydent. Po pozostawieniu dywizji Vauboisa (8200 żołnierzy) ruszył z resztą swych wojsk (20 000 żołnierzy) za austriacką armią feldmarszałka Wurmsera (21 000 żołnierzy), która szła na odsiecz Mantui. Wurmser widząc, że jest ścigany przez Francuzów, postanowił wysłać w kierunku Werony dywizję Mészárosa (10 000 żołnierzy), a sam z resztą sił spróbował powstrzymać francuski pościg. Tylną straż austriacką (3000 żołnierzy) Francuzi rozbili 7 września w okolicy Primolano. Pod Bassano pobite zostały główne siły Wurmsera (8000 żołnierzy). Resztki, które zdołały się uratować dołączyły pod Weroną do dywizji Mészárosa. Austriacy dotarli do Mantui, gdzie zostali osaczeni przez ścigających ich Francuzów. W bitwie Francuzi stracili 400 zabitych, rannych i zaginionych, natomiast Austriacy 600 zabitych i rannych, 2 000 jeńców i 30 dział.